# Le Roman de Tarzan

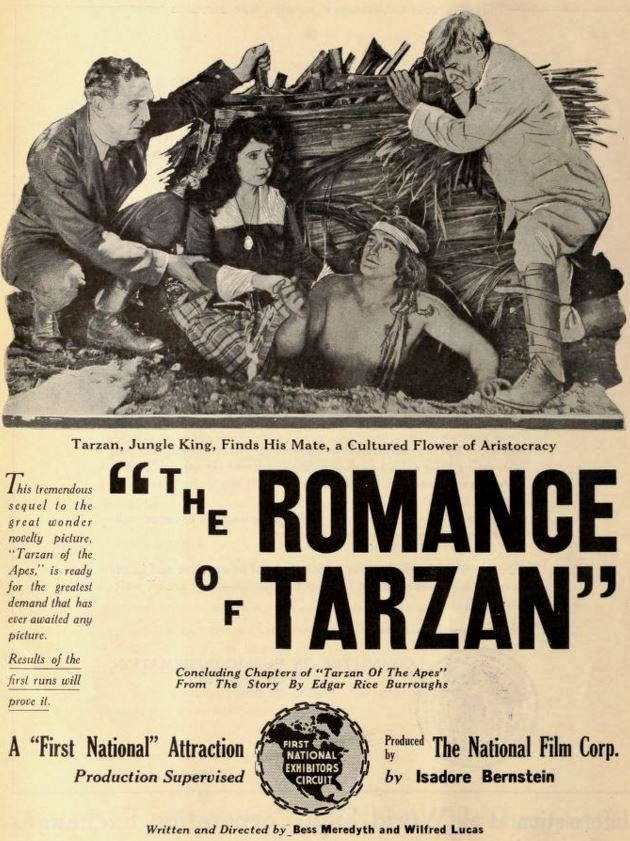
Annonce pour le film dans Exhibitors Herald.

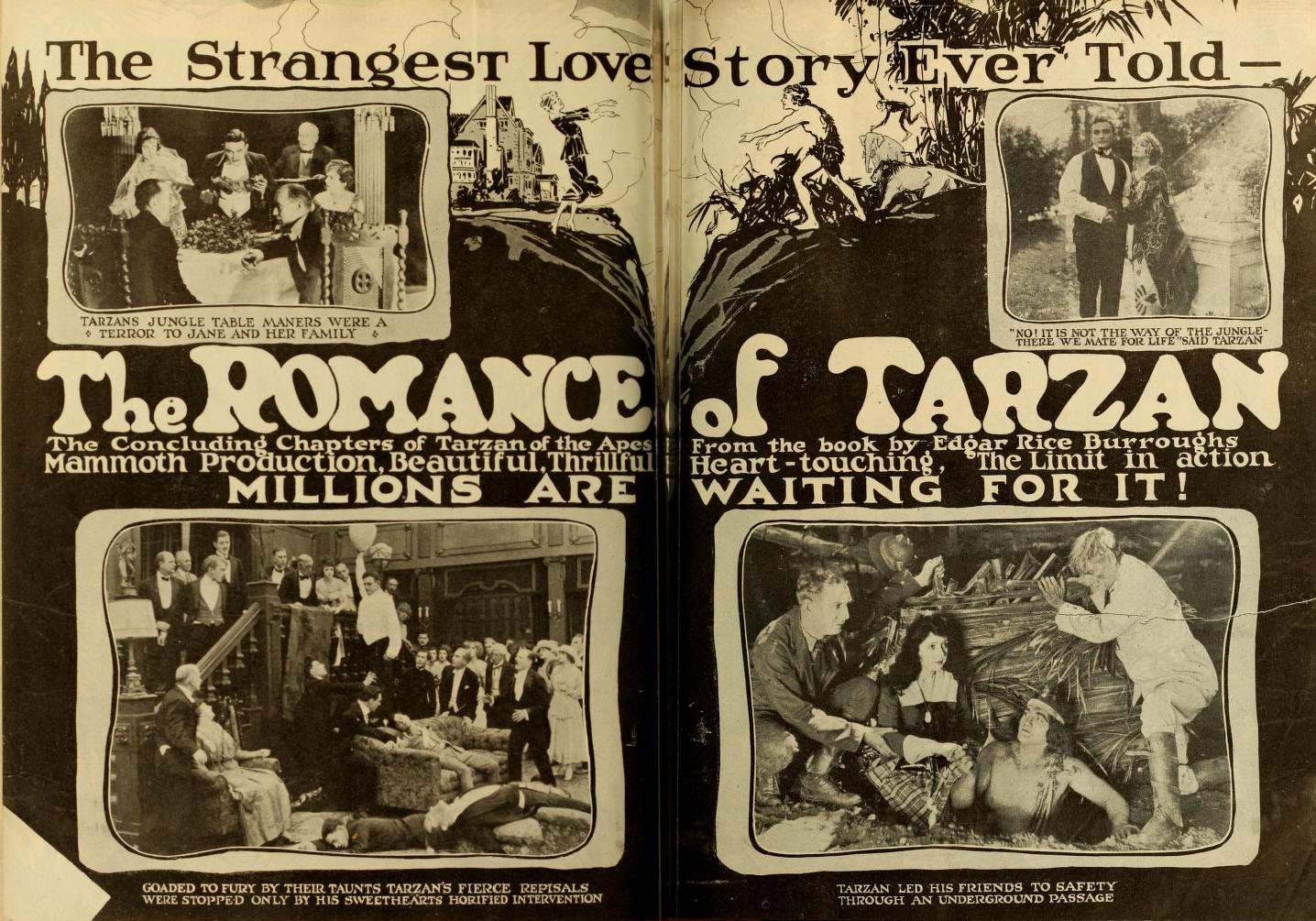
Annonce pour le film dans Moving Picture World.

Le Roman de Tarzan (The Romance of Tarzan) est un film américain réalisé par Wilfred Lucas, sorti en 1918.
C'est le second film réalisé d'après le roman Tarzan chez les singes d'Edgar Rice Burroughs paru en 1912. Le film est considéré comme perdu.

## Synopsis
Tarzan et Jane doivent embarquer pour l'Angleterre. Ils sont attaqués par des indigènes, et on pense que Tarzan a été tué. La famille Greystoke retourne en Angleterre, les Porter (la famille de Jane) se rendent dans leur ranch près de San Francisco. Tarzan arrive en smoking et sauve Jane aux prises avec des malfaiteurs. Plus tard, elle le soupçonne d'être amoureux d'une autre femme. Dégoûté par la civilisation, Tarzan retourne dans la jungle, suivi par Jane, qui reconnait qu'elle avait tort.

## Fiche technique
- Réalisation : Wilfred Lucas
- Scénario : Bess Meredyth, Wilfred Lucas d'après le roman Tarzan chez les singes (Tarzan of the Apes) d'Edgar Rice Burroughs
- Producteurs : William Parsons, Isadore Bernstein
- Photographie : Harry Vallejo
- Montage : C. R. Wallace
- Distributeur : National Film Corporation of America
- Durée : 96 minutes
- Dates de sortie : 
  - États-Unis : 27 janvier 1918 (première à New York)[1]
  - États-Unis : 16 septembre 1918
  - France : 14 novembre 1919[2]

## Distribution
- Elmo Lincoln : Tarzan
- Enid Markey : Jane

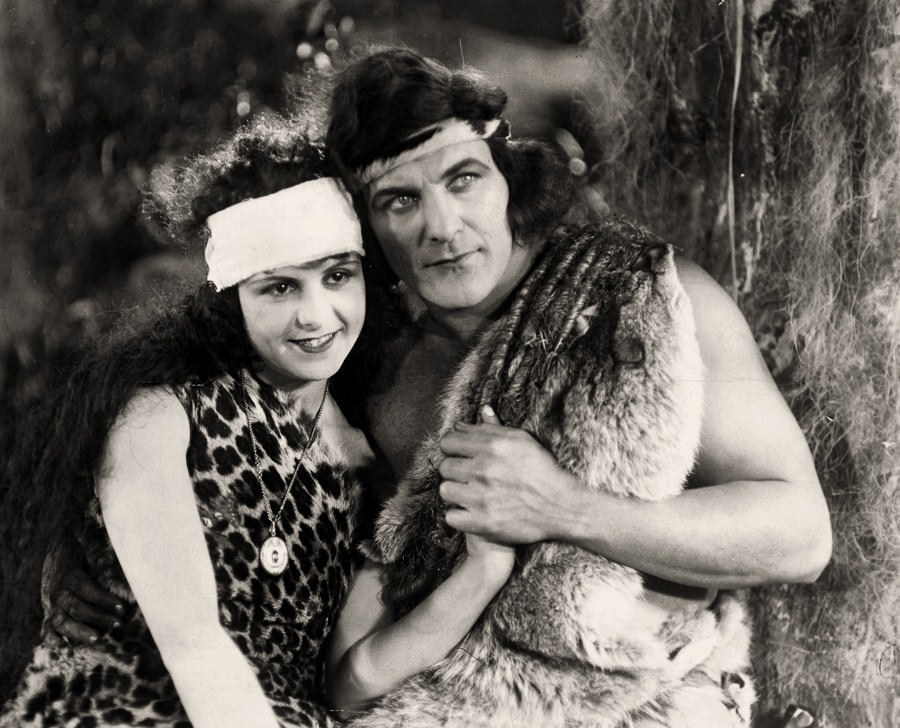
Enid Markey et Elmo Lincoln dans une scène du film.

- Thomas Jefferson : Professeur Porter
- Cleo Madison : l'autre femme, La Belle Odine
- Clyde Benson : l'avocat
- Monte Blue : Juan
- True Boardman : Lord Greystoke
- John Cook
- Nigel De Brulier : Prêtre
- Phil Dunham : l'anglais
- George B. French : Binns
- Gordon Griffith : Tarzan enfant
- Colin Kenny : Clayton
- Kathleen Kirkham : Lady Greystoke
- Bessie Toner

## Production
Certaines scènes ont été tournées au Brésil, notamment les vues d'animaux sauvages au début du film, et d'autres dans des marais en Louisiane. Le film a été réalisé dans l'urgence, avec un budget de moins de 25 000 $.

## Censure
Comme beaucoup de films de l'époque, celui-ci a fait l'objet de suppression de certaines scènes par le bureau de la censure, notamment dans la 2e bobine quand Tarzan étrangle un indigène, ou quand il embrasse une jeune femme sur la poitrine.